# 第31軍 (日本陸軍)
第31軍成立於1944年2月，中部太平洋方面担负岛屿作戦，总兵力8万余人。

## 第31軍概要
- 通稱號：備集團
- 編成時期：1944年2月18日
- 最終位置：塞班島
- 上級部隊：南方軍

### 歷任司令官
- 小畑英良：1944年2月25日 - 1944年8月22日
- 麦倉俊三郎：1944年8月22日 -

### 歷代参謀長
- 井桁敬治：1944年2月25日 - 1944年7月14日
- 田村義富：1944年7月14日 - 1944年8月11日
- 空缺：1944年8月11日 -

## 終戰時下轄部隊
- 南馬里亞納地區集團
  - 第29師團
    - 步兵第18連隊
    - 步兵第38連隊
    - 步兵第50連隊(駐軍於天寧島)

  - 獨立混成第48旅團
    - 獨立步兵第219大隊
    - 獨立步兵第220大隊
    - 獨立步兵第221大隊
    - 獨立步兵第222大隊
- 北馬里亞納地區集團
  - 第43師团
    - 步兵第118連隊
    - 步兵第135連隊
    - 步兵第136連隊

  - 獨立混成第47旅團
    - 獨立步兵第315大隊
    - 獨立步兵第316大隊
    - 獨立步兵第317大隊
    - 獨立步兵第318大隊
- 楚克島地區集團
  - 第52師團
    - 步兵第69連隊
    - 步兵第107連隊
    - 步兵第150連隊

  - 獨立混成第51旅團
    - 獨立步兵第336大隊
    - 獨立步兵第337大隊
    - 獨立步兵第338大隊
    - 獨立步兵第339大隊
    - 獨立步兵第340大隊
    - 獨立步兵第341大隊

  - 獨立混成第52旅團
    - 獨立步兵第342大隊
    - 獨立步兵第343大隊
    - 獨立步兵第344大隊
    - 獨立步兵第345大隊
- 獨立混成第50旅團
  - 獨立步兵第331大隊
  - 獨立步兵第332大隊
  - 獨立步兵第333大隊
  - 獨立步兵第334大隊
  - 獨立步兵第335大隊

## 外部連結
- Wendel, Marcus. . Japanese Thirty First Army(第31軍 (日本軍)).   [2008-03-09]. （原始内容存档于2016-03-03）.
- 帝國陸軍～その制度と人事～
- 日本陸海軍事典